# 種まく旅人〜みのりの茶〜
『種まく旅人〜みのりの茶〜』（たねまくたびびと みのりのちゃ）は、2012年の日本映画。

## キャスト
- 大宮金次郎（農林水産省 大臣官房企画官）：陣内孝則
- 森川みのり（修一の娘）：田中麗奈
- 木村卓司（臼杵市役所農政課 職員）：吉沢悠
- 森川修造（お茶農家）：柄本明
- 森川修一（修造の息子）：石丸謙二郎
- 太田忠志：永島敏行
- 市長：寺泉憲
- 栗原香苗（みのりの友人）：中村ゆり
- 衛藤フジエ：林美智子
- 池辺治夫（臼杵市役所農政課 課長）：前田健
- 茂野武：徳井優
- 松本利夫、二階堂智、今井和子、阪上和子、藤夏子、有福正志、平沼紀久、水木薫、梶原涼晴、正城慎太郎 ほか

## スタッフ
- 監督：塩屋俊
- 原案：青葉薫
- 脚本：石川勝己、三浦千秋
- 撮影協力：「種まく旅人〜みのりの茶〜」臼杵市撮影実行委員会、高橋製茶、大分市ロケーションオフィス、杉乃井リゾート ほか
- 撮影監督：阪本善尚
- 美術：乙竹恭慶
- 照明：宮西孝明
- 録音：矢野正人
- 編集：阿部亙英、下田悠
- 音楽監督・篠笛：狩野泰一
- 音楽：宮本貴奈
- 主題歌：中村中「ずっと君を見ている」
- ラボ：東映ラボ・テック
- プロデュース：清水啓太郎、加藤賢治、井汲泰之
- 製作者：小手川強二、渡邉規生、内田弘、長野健、久家理三、後藤孝洋、小林栄太朗、森原哲也
- 企画：制作プロダクション：ウィル・ドゥ
- 製作協力：松竹撮影所
- 製作委員会メンバー：ウィル・ドゥ、フンドーキン醤油、富士甚醤油、ベストアメニティ、大分合同新聞社、久家本店、新日本製薬、テンカラット、ゲオ